# ポンペイ最後の日 (ブリューロフの絵画)
『ポンペイ最後の日』（ポンペイさいごのひ、露: Последний день Помпеи）は、ロシアの画家カール・ブリューロフにより1833年に描かれた絵画である。

## 概要
79年8月24日の午後1時頃に、ヴェスヴィオ火山が大きな噴火を起こし、ふもとにある都市ポンペイを襲った。本作は、そのときのポンペイの街と、避難しようとして逃げ惑う人々の姿を描いている。ブリューロフは、製作にあたって現地の廃墟を見学し、歴史文献をよく読み研究して描き上げた。
ブリューロフは、ナポリを訪れたときに、ポンペイの災禍を描くという着想を得た。創作は、基本的にローマで行われ、完成までには6年かかった。本作は、発表後に大きな評判を呼んだ。初めにエルミタージュ美術館で展示され、パリやミラノで展示された後、ロシア皇帝ニコライ1世に贈られた。19世紀末にサンクトペテルブルクにあるロシア美術館に移され、現在も同美術館に収蔵されている。本作は、小説家エドワード・ブルワー＝リットンが同名の小説『ポンペイ最後の日』を執筆するきっかけにもなった。

## 作品
多くの人々が上を見上げている。黒い雲からは熱い小石が降り注ぎ、敷石などの上に黒い斑点をつくっている。幾筋もの稲妻が雲を引き裂いて、暗い夜空を明るませている。画面右側では、石造りの建物が崩壊しかけており、その上に立てられている大きな2体の神像が落下しかけている。中央右の老人と左の若い男性が、腕を上に伸ばしている。老人は、馬の毛を束ねた飾りの付いた鉄かぶとをかぶったローマ兵と少年に抱えられている。
老人の背後では、座り込んだ年配の女性の手を、自らの胸に当てて説得している若者の姿がある。博物学者の小プリニウスは歴史家タキトゥスに宛てて、母親を置いて逃げることはできないとする手紙を書いている。その後方には、花の冠をかぶった女性を両腕で抱える青年が描かれている。
その後方では、前脚を高く上げて興奮している様子の馬が描かれている。中央左では、2人の小さな子どもを連れた若い夫婦は、降り注ぐ熱い小石を少しでも避けるために、大きな布をかぶっている。妻に抱えられた乳児は、焼け焦げた鳥に手を伸ばしている。画面の左端では、首に十字架をさげた祖父がおり、その娘や孫娘と思われる女性たちが互いに抱きしめ合っている。画面左側後方に描かれた、画材を頭に載せている男性は、ブリューロフの自画像であるといわれている。